# Les Hébrides (Mendelssohn)
La Grotte de Fingal
Pour les articles homonymes, voir Hébrides (homonymie).
Les Hébrides ou La Grotte de Fingal, opus 26, initialement intitulée L'Île solitaire, est une ouverture composée par Felix Mendelssohn au cours de l'hiver 1830-1831 à Rome.

## Histoire
Le thème de cette pièce symphonique, élaboré en Écosse durant l'été 1829, évoque le souvenir d'une excursion que le compositeur avait faite à l'île de Staffa, où se trouve la célèbre grotte de Fingal. L'œuvre fut remaniée à Paris en 1832 et prit alors son titre définitif.
La première représentation de l'œuvre eut lieu à Londres, le 14 mai 1832, sous la direction du compositeur. Son exécution dure approximativement 10 minutes.

## Structure
L'œuvre se compose d'un seul mouvement.

## Analyse
Les idées musicales de ce morceau en si mineur nous font partager la mélancolie des paysages écossais et des lieux qui inspirèrent les poèmes de James Macpherson, ainsi que les récits de Walter Scott.
Cependant, cette œuvre n'a rien d'une musique descriptive. Elle relève, selon Marc Vignal, d'« une vision impressionniste avant la lettre » et constitue comme « le premier grand tableau marin de la musique romantique ».

## Discographie
- Mendelssohn : Concerto n°2 pour violon et orchestre en mi mineur, op. 64 ; Le Songe d'une nuit d'été, Ouverture, Op. 21 ; Les Hébrides (la grotte de Fingal), Ouverture, Op. 26 ; Mer calme et Heureux voyage, Ouverture, Op. 27 - Orchestre Philharmonique Tchèque, dir. Karel Ancerl, violon Josef Suk ; Orchestre Symphonique de Prague, dir. Vaclav Smetacek (CLA-CD 117, Les Genies du Classique)
- Mendelssohn "Discoveries" : versions primitives des "Hébrides" et de la troisième symphonie (ainsi qu'une reconstitution du troisième concerto pour piano) par Riccardo Chailly et le l'Orchestre du Gewandhaus de Leipzig[2].